# Patiriella obscura
Patiriella obscura är en sjöstjärneart som beskrevs av Dartnall 1971. Patiriella obscura ingår i släktet Patiriella och familjen Asterinidae. Inga underarter finns listade i Catalogue of Life.